# 安行原
安行原（あんぎょうはら）は、埼玉県川口市の大字。郵便番号は334-0057。また草加市に原町と称する町丁があり、旧草加町時代に安行原の一部を編入した経緯から、原町の地名がある。もとは江戸期より存在したひとつの原村であった。

## 地理
川口市の東部に位置する。草加市原町と接する。東側には見沼代用水（東縁）の分水路である赤堀用水路が流れる。全域で宅地化が進行している。

## 歴史
もとは江戸期より存在した武蔵国足立郡谷古田領に属する原村で、古くは戦国期より見出せる足立郡のうちの原であった。
- はじめは知行は旗本酒井氏および久永氏の相給[4]。
- 正保年間より知行は上野阿波守となるが、後に幕府領となる、その後一部が東叡山寛永寺領となる[4]。なお、検地は幕府領は1731年（享保16年）、旗本領は1695年（元禄8年）、寛永寺領は1750年（寛延3年）ににそれぞれ実施[4]。
- 幕末の時点では足立郡に属し、明治初年の『旧高旧領取調帳』の記載によると、幕府領（代官・佐々井半十郎支配所）および田村権左衛門の知行[5]。
- 1868年（慶応4年）6月19日 - 幕府領が武蔵知県事・山田政則（忍藩士）の管轄となる。
- 1869年（明治2年）
  - 1月13日 - 武蔵知県事・河瀬秀治の管轄区域に小菅県[5]を設置、県庁は葛飾郡小菅村に置かれる。
  - 12月2日 - 旗本領が上知され、小菅県[5]の管轄となる（府藩県三治制も参照）。
- 1871年（明治4年）11月13日 - 第1次府県統合により埼玉県の管轄となる。
- 1873年（明治6年） - 地内の民家を仮用して原村学校（現、川口市立安行小学校）が創立される[6]。
- 1879年（明治12年）3月17日 - 郡区町村編制法により成立した北足立郡に属す。郡役所は浦和宿に設置。
- 1889年（明治22年）4月1日 - 町村制施行に伴い、安行、赤山領領家、原、慈林、北谷、苗塚、小山、花栗、藤八新田、吉蔵新田の8箇村2新田が合併し、安行村が成立。原村は安行村の大字原となる。
- 1947年（昭和22年）4月1日 - 地内に安行村立安行中学校（現、川口市立安行中学校）が創設される。
- 1956年（昭和31年）4月1日 - 安行村が川口市に編入され、大字原は川口市の大字となり、安行原に改称。
- 1957年（昭和32年）5月1日 - 川口市と草加町（現・草加市）との境界変更により、安行原の一部が草加町に編入、草加町安行原（現在の草加市原町）が成立。
- 1976年（昭和51年）2月19日 - 「安行原の蛇造り」が市指定無形民俗文化財に指定される[7]。

## 世帯数と人口
2018年（平成30年）3月1日現在の世帯数と人口は以下の通りである。
| 大字   | 世帯数    | 人口    |
| ------ | --------- | ------- |
| 安行原 | 3,686世帯 | 9,304人 |

## 小・中学校の学区
市立小・中学校に通う場合、学区（校区）は以下の通りとなる。
| 番地       | 小学校               | 中学校               |
| ---------- | -------------------- | -------------------- |
| 81〜84番地 | 川口市立安行東小学校 | 川口市立安行東中学校 |
| その他     | 川口市立安行小学校   | 川口市立安行中学校   |

## 交通
地区内に鉄道は敷設されていない。最寄駅は埼玉高速鉄道新井宿駅。

### 道路
- 埼玉県道・東京都道103号吉場安行東京線
- 埼玉県道328号金明町鳩ヶ谷線
- 東本郷赤山通

## 地域

### 祭事
- 安行原の蛇造り - 市指定無形民俗文化財

### 公園・緑地
- 安行原公園
- 自然の森
- 赤堀用水斜面林保全緑地
- 安行原第2公園
- 安行原第3公園
- 安行原第4公園
- 安行原第5公園

### 施設
- 川口市役所安行支所
- 武南警察署安行交番
- 川口市立安行小学校
- 川口市立安行中学校
- 安行東光幼稚園
- 安行東光保育園
- 密蔵院 - 醍醐寺無量寿院の末寺[9]。
- 東光寺
- 九重神社 - 密蔵院に隣接
- 安行公民館
- 日本基督教団 安行教会

## 関連文献
- 「原村」『新編武蔵風土記稿』 巻ノ138足立郡ノ4、内務省地理局、1884年6月。NDLJP:763997/89。